# Arnaud Bouchard (templier)
Arnaud Bouchard, parfois prénommé Renaud, était un dignitaire templier qui fut le premier commandeur de l'île de Chypre, que son ordre avait acheté à la suite de sa conquête par Richard Cœur de Lion en 1191.

## Biographie
Son nom n'est connu qu'au travers des chroniques relatives à la conquête de Chypre par les Francs  et en dehors de la période où il fut commandeur de la province templière de Chypre (1191-1192),, on ne connaît rien du parcours de ce templier au sein de l'ordre. Richard Cœur de Lion venait de vendre l'île de Chypre à Robert IV de Sablé, alors maître de l'ordre. Mais ce dernier, qui venait de verser 40 000 besants au roi d'Angleterre, était en manque d'effectifs et à peine 20 Templiers furent laissés sur Chypre. Cette petite garnison toujours sous le commandement d'Arnaud Bouchard était à peine suffisante pour occuper correctement l'île et fut confrontée à une première insurrection le 28 mars 1192 à Nicosie. Les templiers et les latins, réfugiés dans le château de Nicosie mais sans vivres pour soutenir un siège, décidèrent alors de tenter une sortie afin de mater la rébellion des « grifons » (Grecs). La chronique d'Ernoul relate qu'ils furent victorieux et massacrèrent toute la population de la ville.
L'ordre décida de ne pas conserver Chypre qui fut donc vendue à Guy de Lusignan mais les templiers ont gardé des possessions sur l'île, rejoints par d'autres ordres religieux dont les hospitaliers.

## Culture populaire
Sous le nom d'Armand Bouchard, il est le principal antagoniste du jeu vidéo Assassin's Creed: Bloodlines, où il remplit officieusement la fonction de Grand Maître de l'Ordre du Temple depuis la mort de Robert de Sablé. Il tente de mettre la main sur la Pomme d'Eden, un artefact technologique (et non divin) permettant de priver de libre-arbitre la majorité de ses interlocuteurs. Il ne cherche pas uniquement à asseoir son pouvoir personnel, il veut également par ce biais mettre fin aux violences entre les êtres humains.